# Amplexicamera cereus
Amplexicamera cereus är en mossdjursart som först beskrevs av Pourtalès 1867.  Amplexicamera cereus ingår i släktet Amplexicamera och familjen Foveolariidae.
Artens utbredningsområde är Mexikanska golfen. Inga underarter finns listade i Catalogue of Life.